# Louis Dorigny
Louis Dorigny, anche italianizzato come Ludovico Dorigny (Parigi, 1654 – Verona, 19 ottobre 1742), è stato un pittore francese.

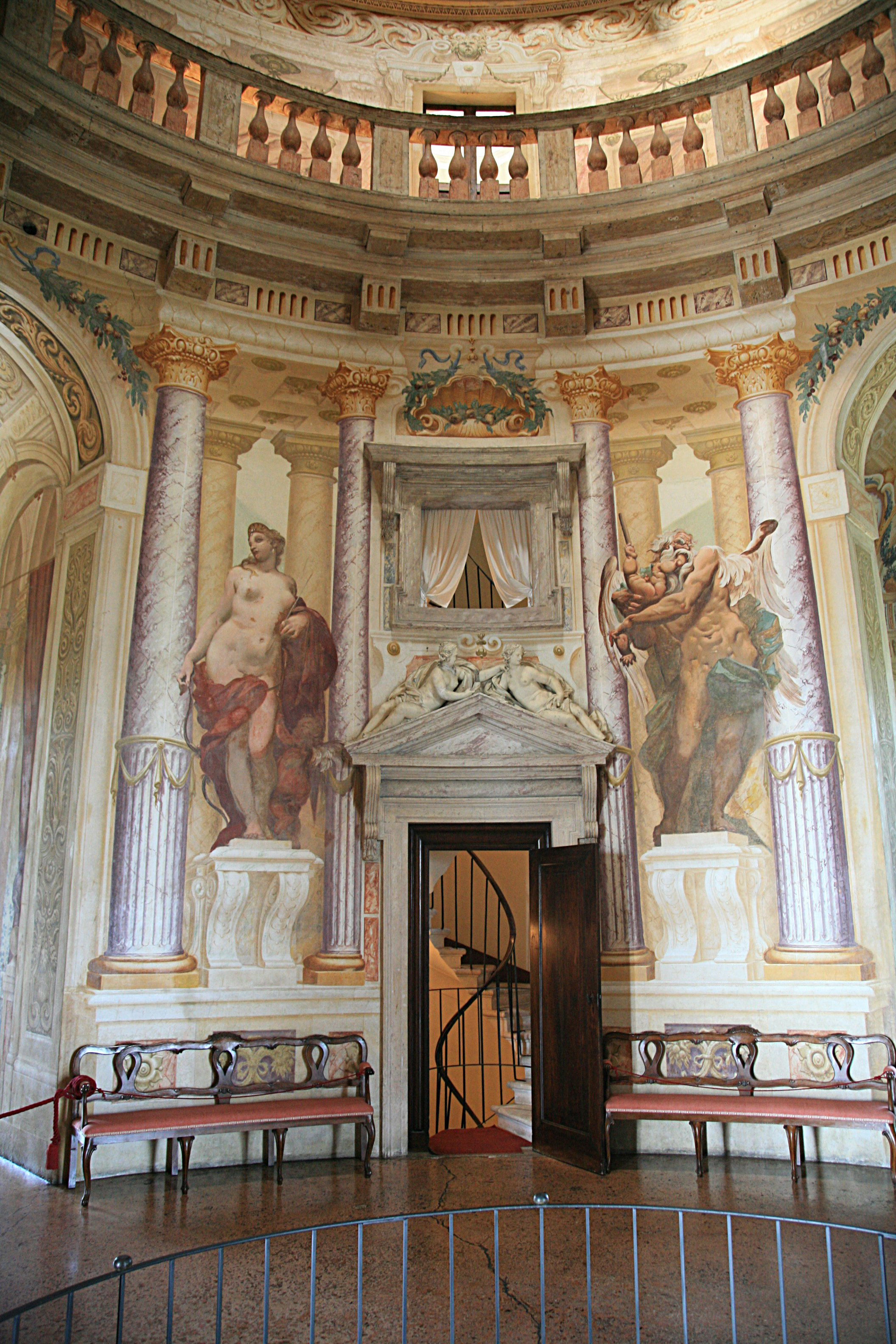
La Rotonda (Vicenza): Dorigny decorò le pareti della parte inferiore della grande sala dipingendo finte colonne in trompe l'oeil e gigantesche figure della mitologia greca

Si trasferì giovane in Italia, operando nel territorio della Repubblica di Venezia; risiedette principalmente nella città di Verona, dove produsse alcune tra le sue opere più celebri.

## Vita
Louis Dorigny nacque da una famiglia parigina di artisti. Era nipote del celebre pittore Simon Vouet e figlio di Michel Dorigny, di professione incisore. Giovane, il padre lo inviò presso la bottega di Charles Le Brun, dove ebbe il primo approccio all'arte pittorica dal grande artista, che all'epoca aveva già svolto importanti lavori per il cardinale Richelieu e per il re Luigi XIV.
Nel 1671, diciassettenne, si trasferì in Italia, dove ebbe la possibilità di studiare e ammirare le opere dei grandi artisti italiani del Rinascimento e del primo Barocco. Dopo vari spostamenti, nel 1678 cominciò a risiedere stabilmente a Venezia per circa dieci anni. Nella città lagunare diede prova delle sue capacità e in breve tempo divenne uno degli artisti maggiormente richiesti dalle principali famiglie della più recente nobiltà, come i Manin. Proprio per questa famiglia realizzò l'affresco nella cappella del Carmine o della Sacra Famiglia, nella chiesa di S. Maria di Nazareth a Venezia. Per i Tron realizzò gli affreschi della loro dimora, Ca' Tron.
Da Venezia si trasferì a Verona, città dove rimase fino alla morte. Qui ottenne numerose commesse da veronesi ma anche da committenti veneti e lombardi. La sua attività di affrescatore va da Bergamo sino alla città friulana di Udine (Museo diocesano e gallerie del Tiepolo). Da Verona, all'estero si spostò solo due volte: una per recarsi, nel 1704, a Parigi. Qui tentò di essere ammesso all'Accademia Reale ma venne rifiutato. Rientrò quindi in Italia, per ripartirne nel 1711 e recarsi a Vienna, chiamato da Eugenio di Savoia, che gli commissionò la decorazione della sua residenza invernale.

## Opere

### Bergamo
- Chiesa Parrocchiale Santa Maria Assunta, Vertova

### Mantova
- Palazzo Arrivabene, Mantova

### Padova
- Villa Ca' Nave e Oratorio del Salvatore, Cittadella
- Palazzo Cavalli, Padova

### Venezia

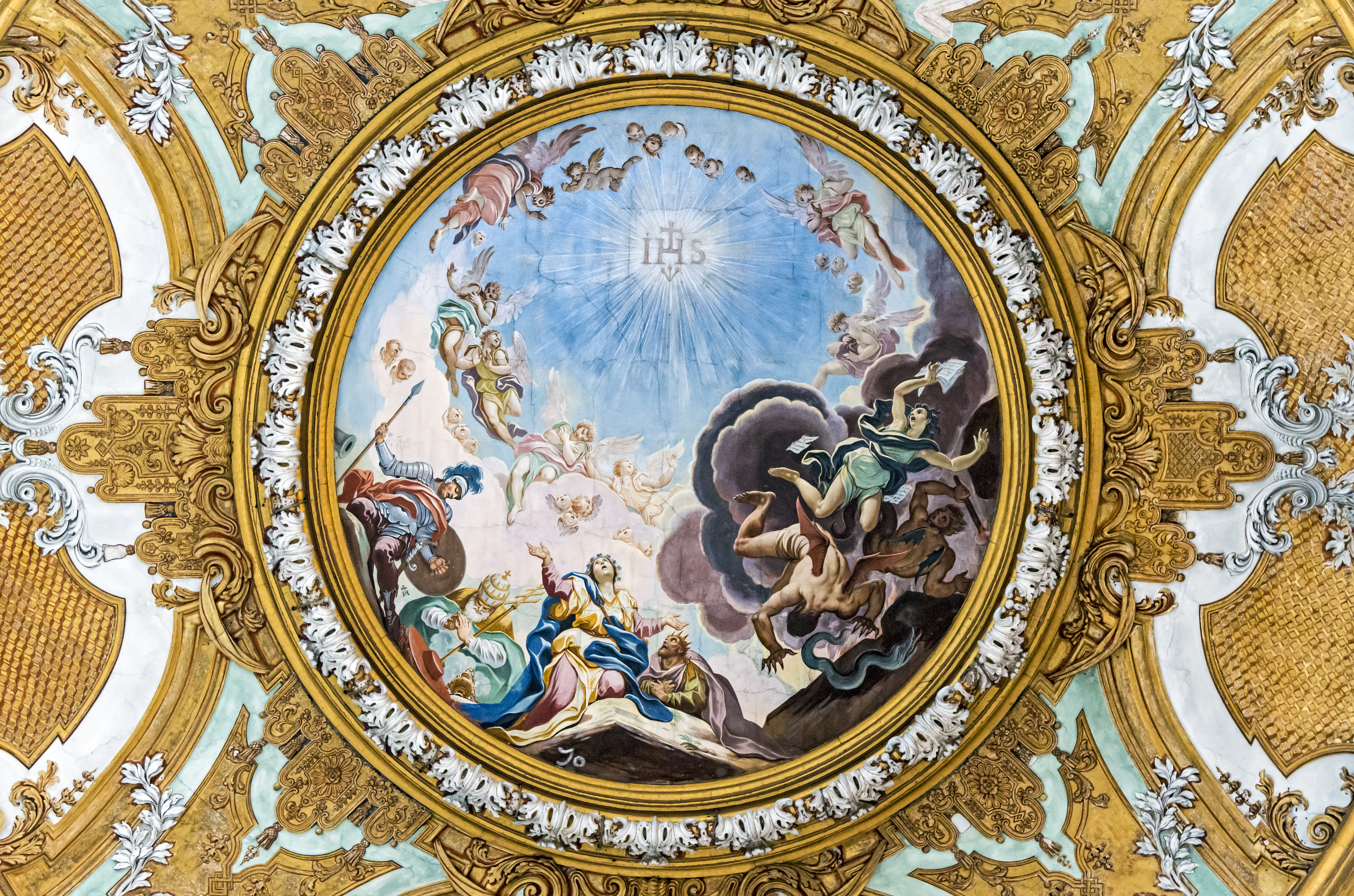
Chiesa di Santa Maria Assunta detta I Gesuiti a Venezia.

- Ca' Tron, sul Canal Grande, Venezia
- Chiesa di Santa Maria Assunta detta I Gesuiti in Campo dei Gesuiti, Venezia
- Chiesa di Santa Maria di Nazareth o degli Scalzi, presso la Ferrovia

### Vicenza
- Chiesa Parrocchiale di San Nicolò, Camisano Vicentino
- Villa Almerico Capra detta la Rotonda, Vicenza
- Palazzo Leoni Montanari, Vicenza
- Villa da Schio, Costozza di Longare
- Museo Civico Palazzo Fogazzaro, Schio
- Palazzo Trissino Baston, Vicenza

### Verona
- Chiesa di San Domenico, Verona
- Palazzo Boldieri Malaspina, Verona
- Villa Arvedi, Grezzana
- Villa D'Acquarone, detta la Musella, San Martino Buon Albergo, Verona
- Palazzo Carlotti, Verona
- Villa Della Torre, Verona
- Cappella dei Notai, all'interno del Palazzo della Ragione

### Udine
- Duomo di Udine
- Villa Manin, Passariano di Codroipo
- Chiesa di Sant'Antonio, Aquileia

Treviso
• Palazzo Giacomelli 

### Vienna
- Palazzo d'Inverno del Principe Eugenio